# Pimelodus argenteus
Pimelodus argenteus är en fiskart som beskrevs av Perugia, 1891. Pimelodus argenteus ingår i släktet Pimelodus och familjen Pimelodidae. Inga underarter finns listade i Catalogue of Life.